# Gustav Gumpel (Bankier)
Gustav Gumpel (geboren 8. September 1889 in Lindhorst; gestorben 10. Februar 1952 in San Francisco, Vereinigte Staaten) war ein deutscher Jurist, Bankier und Industrieller.

## Leben
Gustav Gumpel wurde in der Gründerzeit des Deutschen Kaiserreichs in dem kleinen Ort Lindhorst als ein Sohn von Hermann Gumpel, dem späteren hannoverschen Bankier und Bergbau-Industriellen, geboren.
Gumpel absolvierte das Leibniz-Realgymnasium in Hannover, das er 1908 mit dem Abitur verließ. Er studierte Rechtswissenschaften an den Universitäten Grenoble, Berlin und Göttingen, wurde 1912 Referendar und promovierte 1914 an der Universität Heidelberg zum Dr. jur. Seine Dissertation, die er bei Friedrich Endemann verfasste, widmete er dem Thema Geld im Privatrecht.
Als Teilnehmer des Ersten Weltkrieges stieg Gumpel bis zum Oberleutnant im Königs-Ulanen-Regiment (1. Hannoversches) Nr. 13 auf und wurde mit beiden Klassen des Eisernen Kreuzes sowie dem Offizierskreuz des Lippischen Hausordens und dem Kriegsverdienstkreuz ausgezeichnet.
Zur Zeit der Weimarer Republik wurde Gustav Gumpel anfangs bei verschiedenen Banken in Berlin und schließlich im eigenen Familienunternehmen Bankhaus Z. H. Gumpel tätig, für das er Einzelprokura erhielt und in dem er 1925 Teilhaber wurde. In den folgenden Jahren war er sowohl Leiter als auch Mitverwalter der Gumpelschen Bankbeteiligungen auf den Gebieten der Kali-, Zement-, Asphalt-, Gummi-, Maschinen- und Verkehrsindustrie. Zudem saß er als Mitglied in zahlreichen Aufsichtsräten verschiedener Aktiengesellschaften, aber auch in wirtschaftlichen und kulturellen Vereinigungen und Verbänden.
Nach der Machtergreifung durch die Nationalsozialisten kam es bereits im August 1933 zu ersten Attacken gegen die Bankhäuser Z. H. Gumpel und Ephraim Meyer & Sohn, die seit 1926 von der Familie Gumpel geleitet wurden. Ohne Angabe von Gründen führte ein Aufgebot der SS Hausdurchsuchungen sowohl in den Privatwohnungen als auch in den Geschäftshäusern der Familie durch. Dabei wurden Gustav Gumpel und sein Onkel und Seniorchef des Meyerschen Bankhauses, Julius Gumpel, verhaftet, während der zu dem Zeitpunkt im Ausland befindliche Kurt Gumpel „[…] aufgrund der gegen ihn ausgesprochenen Drohungen nicht mehr nach Deutschland zurückkehrte, da er um sein Leben fürchten musste“. Im Zuge der sogenannten „Arisierungen“ emigrierte Gustav Gumpel im Februar 1937 in die Schweiz.
Gustav Gumpel war mit Lilli Freudenheim (geboren 1903) verheiratet, die ihm 1924 die Tochter Gerda und 1926 den Sohn Heinz gebar. Alle drei emigrierten ebenfalls in die Schweiz.

## Schriften
- Geld. Das Geld im bürgerlichen Rechte. Rößler & Herbert, Heidelberg 1914 (juristische Dissertation, Universität Heidelberg, 1914).